# حديقة الكلمات
حديقة الكلمات (باليابانية: 言の葉の庭، بالروماجي: Kotonoha no Niwa) هو فيلم أنمي ياباني صدر في 2013 من إنتاج شركة CoMix Wave Films وإخراج ماكوتو شينكاي. يروي الفلم قصة الفتى تاكو صاحب طموحٍ ليكون صانع أحذية، يلتقي بامرأة غريبة تجلس في الحديقة عند هطول المطر. وقد شارك الفلم في مهرجان جولد كوست للأفلام في أستراليا في 28 أبريل ثُمّ صدر في اليابان في 31 مايو.

## القصة

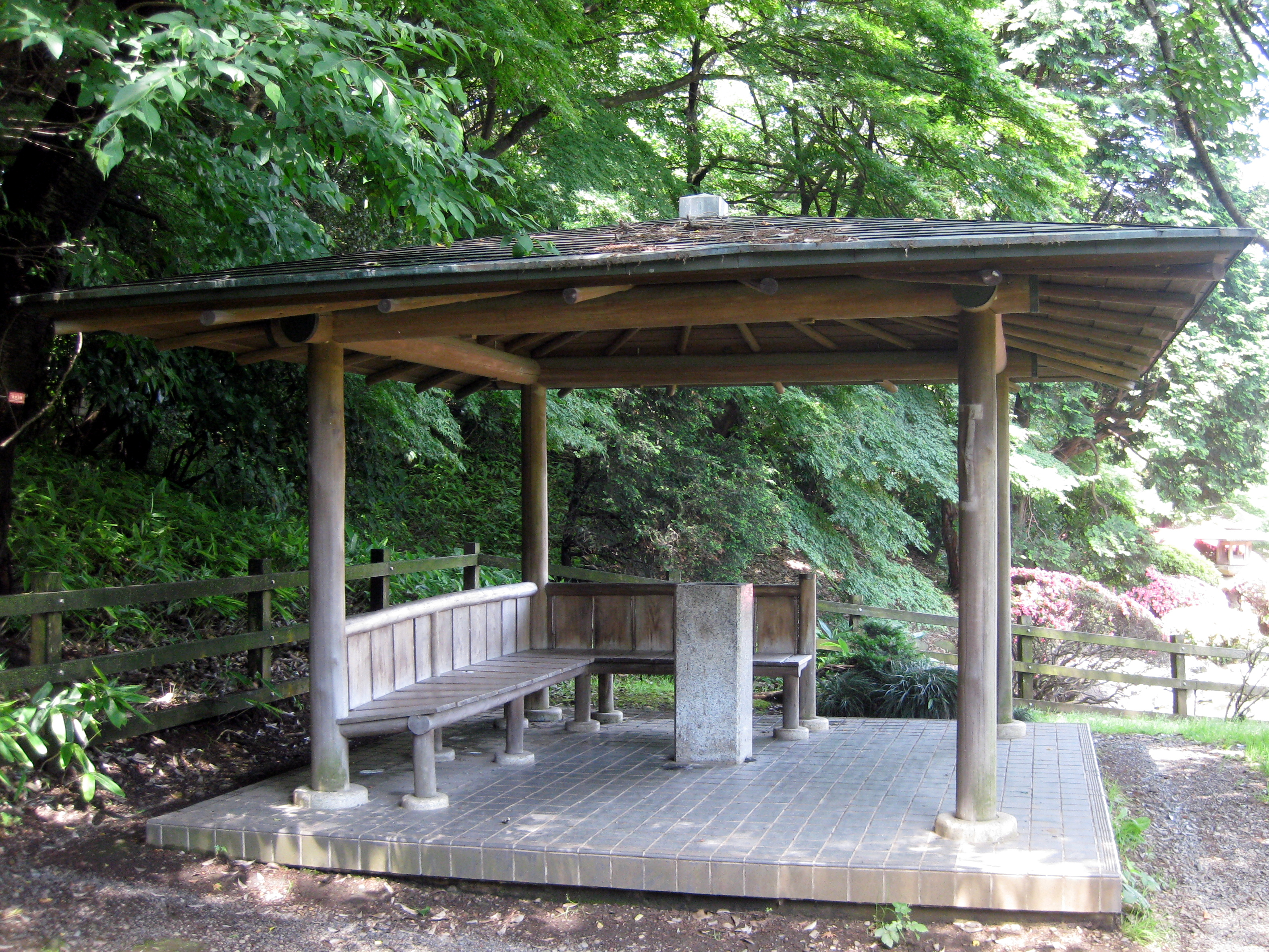
مقعد في حديقة شينجوكو جيون محور أساسي في فيلم حديقة الكلمات، والتي دارت بها قصة لقاء تاكو آكيزوكي بيوكاري يوكينو.

تاكو آكيزوكي مراهق يبلغ من العمر 15 عاماً يعيش مع والدته وأخوه الأكبر سناً، يحلم أن يكون صانع أحذية مشهور. وفي يوم ما وأثناء هطول الأمطار، يتغيب عن مدرسته ليجلس في حديقة شينجوكو الضخمة في طوكيو؛ وهناك يجد سيدة شابة جميلة تجلس تحت إحدى المظلات أكبر منه سِناً تدعى يوكينو، يتبادل الاثنان بضع كلمات مع بعضهما وفي نهاية اللقاء البكر والأول تلقي السيدة الشابة بيتاً شعرياً من نمط التانكا –شعر ياباني- في أسلوب توديع ثم يغادران. تتكرر اللقاءات في الأيام المطيرة بدون أية ترتيبات مسبقة، وتتواصل الأرواح أكثر، والشابة الجميلة المتأنقة يوكاري يوكينو تخرج القليل مما تكتمه في صدرها، غموضها الساحر وغياب التفاصيل يسحر تاكاو، ليس حباً لكنه ارتباط من نوع ما، ويدرك هذا تاكاو في وعيه بأنها تراه طفلاً لم يكمل حتى مرحلة الثانوية، لكنه يعرض عليها تصميم حذاء خاص، وترد هي بالموافقة وبأنها تحتاج إلى تعلم المشي وحدها! تعمقت علاقتهما أكثر وبدأ كل منهما يفتح قلبه للآخر. لكن؛ نهاية موسم الأمطار بدأت تقترب.
يأتي الصيف ويتوقف المطر ويحل الجفاف الروحي، الاثنان يشعران بالراحة للانفصال السلمي، لكن ومع كل صباح شغفهم بالنظر إلى السماء يعكس رغبة عميقة باللقاء، لكن اللقاء لا يحل والمطر لا يأتي، ثم يأتي اللقاء في ظروف جافة، لكنها تخلق مزيد ارتباط، ويكتمل بيت قصيدة التانكا، تتعقد القصة قليلاً، ويدرك تاكو أنها مُعلّمة أدب ياباني في نفس مدرسته وبأنها ستنتقل من المدرسة بسبب إشاعة من بعض الطلاب؛ فيذهب ليتعارك معهم ليعود لها ويخرج مافي نفسه وتُخرج مافي نفسها.
وفي المشهد الختامي يظهر الشخصيات تفرقتا وعاش كل منهما بعيداً عن الآخر، إلا أنه لا يزالان يفكران ببعضهما. تظهر يوكينو في مدرستها الجديدة سعيدة بعملها الجديد أما تاكو فقد رسب في الامتحانات. ثم يزور تاكو الحديقة في فصل الشتاء ويقول في نفسه «يوماً ما، عندما أستطيع المشي مسافة أكبر معتمداً على نفسي سأذهب لرؤيتها».

## طاقم العمل
- ميو إيرينو بدور تاكو آكيزوكي
- كانا هانازاوا بدور يوكاري يوكينو
- تاكيشي مايدا بدور الأخ الأكبر لتاكو
- فومي هيرانو بدور والدة تاكو
- سوغورو اينو بدور ماتسوموتو
- ميغومي هان بدور ساتو
- ميكاكو كوماتسو بدور آيزاوا

## التطوير
أغلب الخلفيات الموجود في الفلم استندت إلى صورة فوتوغرافية ملتقطة لحديقة شينجوكو غوين في طوكيو.

## روابط خارجية
- حديقة الكلمات على موقع IMDb (الإنجليزية)
- حديقة الكلمات على موقع روتن توميتوز (الإنجليزية)
- حديقة الكلمات على موقع روتن توميتوز (الإنجليزية)
- حديقة الكلمات على موقع نتفليكس (الإنجليزية)
- حديقة الكلمات على موقع ألو سيني (الفرنسية)
- حديقة الكلمات على موقع أول موفي (الإنجليزية)
- حديقة الكلمات على موقع فيلمافينيتي (الإسبانية)
- حديقة الكلمات على موقع قاعدة بيانات الفيلم (الإنجليزية)
- حديقة الكلمات على موقع ليتربوكسد (الإنجليزية)
- حديقة الكلمات على موقع كينوبويسك (الروسية)